# Susan Holloway
Susan Holloway (Halifax, 19 de mayo de 1955) es una deportista canadiense que compitió en piragüismo en la modalidad de aguas tranquilas.
Participó en los Juegos Olímpicos de Los Ángeles 1984, obteniendo dos medallas: plata en la prueba de K2 200 m y bronce en K4 500 m.

## Palmarés internacional
| Juegos Olímpicos | Juegos Olímpicos             | Juegos Olímpicos  | Juegos Olímpicos |
| Año              | Lugar                        | Medalla           | Competición      |
| ---------------- | ---------------------------- | ----------------- | ---------------- |
| 1984             | Los Ángeles (Estados Unidos) | Medalla de plata  | K2 500 m         |
| 1984             | Los Ángeles (Estados Unidos) | Medalla de bronce | K4 500 m         |